# Mangues do Rio Piranhas
Os Mangues do Rio Piranhas constituem uma ecorregião definida pelo WWF no domínio da Mata Atlântica. Estão localizados no litoral do Nordeste Brasileiro, ao redor de estuários, desde o rio Tinto na Paraíba, até Maceió, em Alagoas, passando por toda a costa de Pernambuco.

## Características
Ocupa os estuários na foz de rios do Nordeste Brasileiro, com importantes trechos em Mamanguape e Pernambuco. O clima é úmido, com um período seco que varia de 1 a 2 meses e precipitação anual média de 1.800 a 2.100 mm.
A vegetação tem em média 9 a 20 m de altura, e contém os três gêneros típicos dos manguezais: Rhizophora, Avicennia e Laguncularia.

## Biodiversidade

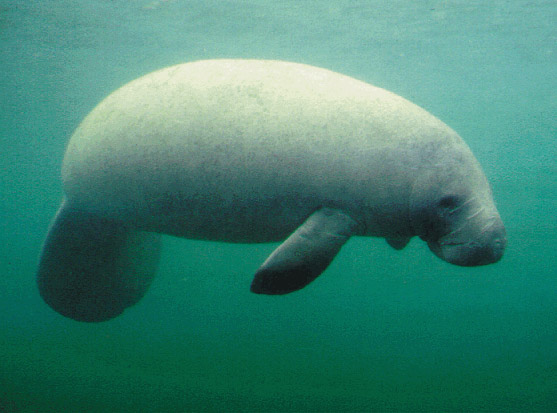
O peixe-boi-marinho é uma espécie criticamente em perigo dos mangues do Rio Piranhas.

Nesta ecorregião é que se localiza a única população do peixe-boi-marinho na costa leste do Brasil, espécie considerada como "Vulnerável" pela IUCN, mas "Criticamente em Perigo" no país.

## Conservação
O status de conservação dos ecossistemas dos mangues do rio Piranhas varia ao longo de sua distribuição: existe inúmeras unidades de conservação bem consolidadas como a APA da Barra do Rio Mamanguape e os trechos na ilha de Itamaracá, em Pernambuco. Entretanto, as áreas fora de reservas encontram-se sob forte pressão antrópica, principalmente por conta de crescente urbanização.

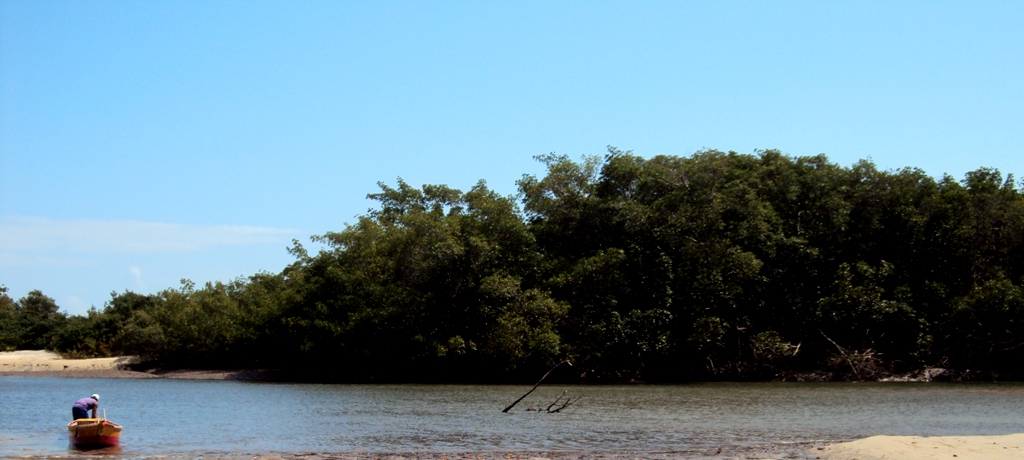
Manguezal na APA da Barra do Rio Mamanguape.